# Concerto pour violon de Khatchatourian
Le concerto pour violon en ré mineur est une œuvre composée par Aram Khatchatourian en 1940. Dédié à David Oïstrakh, il a été créé par son dédicataire le 16 novembre 1940 à Moscou. Celui-ci s'est d'ailleurs permis de prodiguer des conseils à Khatchatourian concernant la partie solo du premier mouvement et a lui-même écrit la cadence qui diffère largement de celle du compositeur. Avec La Danse du sabre, c'est l'œuvre qui a le plus contribué à la renommée internationale de Khatchatourian. Le concerto est en trois mouvements. Il rencontre un vif succès dès sa première exécution si bien que son compositeur se voit décerner le prix Staline pour les arts en 1941. Il est depuis devenu l'une des œuvres du XXe siècle les plus emblématiques du répertoire pour violon.
Le flûtiste français Jean-Pierre Rampal transcrivit le concerto pour flûte traversière en 1968 avec les encouragements de Khatchatourian. Cette transcription comprend une cadence différente dans le premier mouvement mais reste très proche de l'original, malgré le fait que certains passages dans le registre grave du violon soient peu adaptés à la tessiture de la flûte.
Le concerto pour violon est le deuxième des trois concertos que Khatchaturian écrivit pour les membres du « Trio Oïstrakh ». Les deux autres sont le concerto pour piano écrit pour Lev Oborine (1936) et le concerto pour violoncelle écrit pour Sviatoslav Knouchevitski (1946). En 1961, le compositeur écrivit un concerto-rhapsodie en un mouvement pour le violoniste Leonid Kogan.

## Instrumentation
| Instrumentation du concerto pour violon                                        |
| Cordes                                                                         |
| premiers violons, seconds violons, altos, violoncelles, contrebasses, 1 harpe  |
| Bois                                                                           |
| 2 flûtes, 1 piccolo, 2 hautbois, 1 cor anglais, 2 clarinettes en la, 2 bassons |
| Cuivres                                                                        |
| 4 cors en fa, 3 trompettes en ut, 3 trombones, 1 tuba                          |
| Percussions                                                                    |
| timbales, cymbales, tambourin, grosse caisse                                   |

## Mouvements
Le concerto se compose de trois mouvements avec les indications d'interprétation suivantes :
1. Allegro con fermezza
2. Andante sostenuto
3. Allegro vivace

I. Allegro con fermezza

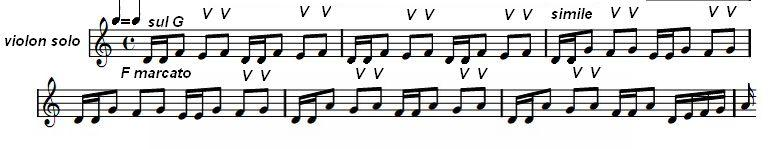
premier thème du premier mouvement du concerto pour violon d'Aram Khatchatourian.

Le premier mouvement prend la forme d'une sonate. Une large introduction orchestrale s'ensuit et le violon expose le premier thème – une cellule rythmique sur une tierce mineure ré-fa (deux doubles-croches – croche – deux croches) – puis enchaîne avec un deuxième thème mélodique et poétique dont l'indication d'interprétation est espressivo avec des réponses des bois. Avant le développement (incluant un changement de tonalité) le soliste déploie toute sa technique et son expressivité dans une longue cadence, puis aborde des passages demandant une grande technicité. Une seconde cadence s'entame par la suite avec de courts et doux dialogues entre le violon et la clarinette, puis un retour au thème initial conduit à une coda.
II. Andante sostenuto
Une atmosphère mélancolique, pleine d'émotion est introduite par le basson et la clarinette sur un rythme à trois temps de valse lente qui rappelle par moments, la Valse triste de Sibelius . Le soliste entre dans la mélodie principale. Le mouvement est notable dans sa globalité pour sa variété d'humeurs et le déploiement de notes sur tout le registre du violon. Vers la fin, le soliste répète la mélodie principale, mais jouée une octave plus bas, accompagné d'un doux obbligato de clarinette. Après un emportement dramatique, le mouvement se conclut dans un final du violon dont les dernières notes sont accompagnées par le cor, et les violons, sans oublier les passages bas de la flûte, les bassons, la harpe et l'accompagnement en pizzicato des cordes frottées basses.
III. Allegro vivace
Le troisième mouvement n'est autre qu'un finale exubérant et dansant d'une fête populaire débridée, qui s'ouvre sur une introduction orchestrale particulièrement longue laissant place au violon qui lance le thème central du mouvement avec des reprises diversifiées des deux thèmes du mouvement initial. Bien qu'il s'agisse d'un rondo, le mouvement est particulièrement influencé par la musique folklorique arménienne.
Durée moyenne d'exécution : 35 à 36 minutes.

## Discographie sélective
- David Oïstrakh avec l'Orchestre Philharmonia dirigé par le compositeur 1954
- Itzhak Perlman avec l'Orchestre philharmonique d'Israël dirigé par Zubin Mehta
- Leonid Kogan avec l'Orchestre symphonique de Boston dirigé par Pierre Monteux RCA Victor
- Julia Fischer avec l'Orchestre national de Russie dirigé par Yakov Kreizberg (Pentatone, 2004)